# Cryptocarya oblonga
Cryptocarya oblonga är en lagerväxtart som först beskrevs av André Joseph Guillaume Henri Kostermans, och fick sitt nu gällande namn av Van der Werff. Cryptocarya oblonga ingår i släktet Cryptocarya och familjen lagerväxter. Inga underarter finns listade i Catalogue of Life.